# Bradford DeLong
James Bradford DeLong, communément connu sous  le nom de Brad DeLong, est professeur d'économie à l'Université de Californie (Berkeley), né le 24 juin 1960 à Boston, États-Unis. Chercheur associé du National Bureau of Economic Research et chercheur invité à la Réserve fédérale des États-Unis de San Francisco, il fut ancien sous-secrétaire au Trésor américain dans l'administration Clinton, à l'époque où Lawrence Summers en fut le principal.
Il a obtenu son AB et Ph.D (en 1987) à l'université Harvard. Il y commence sa carrière, qu'il poursuit à l'université de Boston et au MIT. Macroéconomiste de formation, cet économiste s'intéresse aujourd'hui à l'histoire de la pensée économique. Avec Joseph Stiglitz et Aaron Edlin, il a coédité The Economists Voice  et a été aussi corédacteur en chef du prestigieux Journal of Economic Perspectives. Libéral au sens américain, DeLong avoue être influencé par Adam Smith, John Maynard Keynes, Milton Friedman, Andrei Shleifer, et Lawrence Summers  (un de ses enseignants). Avec ce dernier, il a cosigné la majorité de ses papiers importants.
Il reste sans doute un économiste visible, comme peut en témoigner son manuel de Macro-économie. Il se sert largement des NTIC pour étendre son opinion. Ainsi, il écrit régulièrement sur le Project Syndicate. Il s'est créé un blog qui couvre des sujets tant politique qu'économique. Pendant l’élection présidentielle américaine de 2008, il s'est largement affiché du côté de Barack Obama , ,  .
DeLong vit dans la banlieue de Lafayette, avec sa femme, Ann Marie Marciarille,  .